# Syndrome de haute résistance des voies aériennes supérieures
Le syndrome de haute résistance des voies aériennes supérieures ou SHRVAS est défini par une somnolence diurne excessive inexpliquée par une autre cause et non associée à plus de 50 % d’événements apnéiques ou hypopnéiques. Les voies aériennes supérieures incluent le nez, la bouche, le pharynx et le larynx.
C’est une définition clinique et polysomnographique détectable  via un enregistrement polysomnographique complet avec encéphalogramme. Il s'agit de l'association d'une somnolence diurne excessive, d'« événements respiratoires nocturnes hors apnées-hypopnées » (ronflements, micro-réveils, etc.) et d'un test thérapeutique : amélioration par la ventilation en Pression Positive Continue (PPC) définie plus bas.
Ce syndrome se différencie du SAOS et du SCAS par l’absence d’apnées ou d’hypopnées telles qu’elles sont définies plus haut (inférieur à dix apnées par heure, en France), et par l’absence de retentissement sur la saturation artérielle en oxygène au cours du sommeil (pas de diminution d'oxygène). Ce syndrome se distingue, même s'il existe une similitude avec les autres sur le plan des symptômes (altération de la vigilance, somnolence diurne) et de leur mécanisme (fragmentation du sommeil en rapport avec une élévation des résistances des voies aériennes supérieures)[réf. nécessaire].
La comparaison entre des patients apnéiques (SAOS ou SACS) et des patients présentant un syndrome de haute résistance des voies aériennes supérieures (SHRVAS) révèle que, dans ce dernier cas, le seul paramètre significativement corrélé avec la somnolence est la quantité moyenne d’effort respiratoire (quantifiée par la pression œsophagienne). Alors que dans le SAOS, d’autres déterminants interviennent tels le nombre de désaturations, l’index de micro-éveils ou l’index d’événements respiratoires[réf. nécessaire].
Il est exceptionnel qu’un patient ait exclusivement des événements de haute résistance. Il a le plus souvent une association de différents types d’événements respiratoires anormaux, selon le stade de sommeil ou la position pendant la nuit.